# Foot Ball Club Aurora
Foot Ball Club Aurora, conocido como FBC Aurora o simplemente Aurora, es un club de fútbol peruano con sede en la ciudad de Arequipa, en el departamento de Arequipa. Fue fundado el 25 de diciembre de 1916 y actualmente participa en el campeonato de la Copa Perú.
El club es considerado como uno de los cinco grandes de Arequipa, junto con el FBC Melgar, FBC Piérola, Sportivo Huracán y White Star; por su popularidad entre la población arequipeña. Se denomina clásico a todos los enfrentamientos que jueguen entre sí los cinco grandes. Por todo esto, es uno de los equipos con mayor caudal de aficionados en la ciudad de Arequipa. 
En la tabla histórica del fútbol peruano de la primera división se ubica en el puesto 40 debido a campañas que realizó en la época de los Campeonatos Regionales, logrando decorosas campañas alzándose dos veces el título de campeón regional-Zona Sur.
Al igual que muchos clubes arequipeños, el FBC Aurora es un club que posee mayor cantidad de jugadores nacidos en la tierra de origen del club, el departamento de Arequipa. Hecho que se muestra en los planteles subcampeones (1993-1994), que fueron integrados mayoritariamente por arequipeños.
El club tiene como su máximo rival al FBC Melgar, a este tradicional encuentro se le conoce como el superclásico arequipeño. Al ser los dos clubes con más temporadas en primera división.

## Historia

### Fundación
A inicios de 1916, Arequipa era una ciudad tranquila, sus pobladores se abocaban a sus quehaceres cotidianos. Pero quizás una de las conversaciones comunes que existía entre la gente y no solo en jóvenes era el fútbol. Una de las zonas concurridas de la ciudad era La Ranchería (hoy calle Octavio Muñoz Najar), donde se ubicaban gran cantidad de herrerías  a las que llegaban una variedad de acémilas y equinos; eran concurridos los establecimientos de don Anselmo, del señor Fernando y otros herreros. 
Como toda Arequipa, los jóvenes de La Ranchería, se alistaba a recibir la Navidad y, como desde siempre, los inquietos muchachos se reunieron la tarde del 24 de diciembre de 1916. Los festejos y la noche de bohemia se prolongaron hasta las primeras horas del nuevo día y, como era de imaginar, gran parte de la conversación se centró en crear un club de futbol dado que este deporte era el tema central de la tertulia de los jóvenes.
Es así como un 25 de diciembre de aquel año nacería un club histórico de la ciudad blanca, el FBC Aurora. No hubo mayor problema en poner el nombre al nuevo equipo, que tenía que ser la expresión futbolística del barrio, pues un nuevo amanecer llegaba con el “Aurora” el cual vino de la iniciativa del señor Eulogio Zegarra, uno de los miembros fundadores, en una de las modestas habitaciones del barrio. Como en aquella época había una marcada influencia de la cultura inglesa, el nombre sería  Foot Ball Club Aurora y su primer presidente sería Juan Valle.
Entre los fundadores que después serían parte de la directiva y del plantel de jugadores estuvieron: Juan Valle, Valentín Ramos, Felipe Banda, Eduardo Neyra, Ezequiel “Carositay” Rodríguez, Eleuterio Contreras, José Salas, Máximo Carpio, Carlos Rodríguez, Humberto Escudero. Entre ellos cabe resaltar a Hilario Maturana, quien jugaba por el FBC Melgar y había dejado a los rojinegros para fundar el Aurora.
Para determinar cómo sería el uniforme sí hubo debate, al final no existió acuerdo unánime, pero se determinó que la camiseta sería con los colores verde y negro listados en rayas verticales; el pantalón y las medias negras.
Una de las primeras acciones de este nuevo club era desafiar a uno de los equipos más pintados de aquella época, FBC Melgar. A las pocas semanas del reto, Juan Valle renunció a la presidencia. Su reemplazante fue Edmundo Neyra, quien lo primero que hizo fue proponer el cambio del color verde de la camiseta por el amarillo. El argumento de Neyra era que el verde era un color serio y que el amarillo era más vivo y alegre que identificaba a los de La Ranchería, así nacía el equipo atigrado de Arequipa y con este uniforme empezó a hacerse grande al pie del Misti.
Con el paso de los años, la sede del club se trasladó a la calle Beaterio 118, en el populoso barrio de la Antiquilla en Yanahuara, a la vera del río Chili, este lugar en el cual hoy permanece el conjunto Oro y Negro y con el que se ha identificado históricamente.

### Primeros títulos y gira a Lima
El primer partido oficial lo disputó en 1917 frente al Independencia ante el cual perdió por el marcador de 4 a 1, pero esta derrota no fue un obstáculo para su marcha ascendente, sino al contrario pues año tras año siguió progresando. Desde que fue fundada la Liga Provincial de Arequipa en 1918, el conjunto aurinegro se convertiriía en uno de los protagonistas más importantes del balompié mistiano. Lograría su primer título liguero un año después en 1919 derrotando en la final al White Star, vigente campeón. Dos años más tarde se coronaría campeón del torneo de fútbol "Rada y Gamio" derrotando una vez más a White Star. En 1922, los aurinegros serían nuevamente protagonistas al ser parte de las dos finales disputadas en aquel año, las cuales perderían ante White Star y Victoria del Huayco. En 1923 realizaría su primera gira a Lima donde sostuvo cuatro encuentros con equipos de Lima y Callao, solo derrotando al Association FBC de Lima. En enero de 1926 lograría un nuevo título al derrotar a su clásico rival, el FBC Melgar, en la final del Torneo de la Raza correspondiente al año de 1925.

### La década dorada (1929-1938)

#### Aurora multicampeón de Arequipa
Después de varios años sin alcanzar un título de la Liga de Arequipa, Aurora se consagraría campeón del Torneo de Selección y Competencia de 1929 obteniendo el trofeo donado por la casa comercial Milne de la ciudad, lo hizo casi de manera invicta al ganar seis de los siete partidos disputados en aquel campeonato, solo cayendo derrotado ante el White Star. El éxito deportivo de aquel año y de los posteriores se debió en gran parte gracias a la buena inversión y organización de los dirigentes del club, siendo importante el apoyo del destacado empresario arequipeño Pedro P. Díaz, quien fuera socio vitalicio y presidente honorario del club. 
En 1930 solo se llegó a disputar un campeonato de todos contra todos entre los nueve equipos que conformaban la Liga Provincial, el FBC Aurora volvería a ganar el campeonato consolidándose como el mejor equipo de Arequipa por aquellos años, esta vez lo hizo de manera invicta y encajando gran cantidad de goles a la mayoría de sus rivales destacándose los triunfos sobre el Melgar por 4 a 1 y Mistiano por 5 a 0. 
En 1931, FBC Aurora se convertiría en el primer equipo en alcanzar el tetracampeonato de la Liga Provincial de Arequipa y convertirse en el dominador absoluto del fútbol arequipeño, esto lo logró al consagrarse campeón de los dos torneos organizados por la Liga aquel año, en el primero de estos derrotó en el triangular final al Melgar y al White Star de manera contundente. Posteriormente, se alzaría con el trofeo del torneo Ugarteche al derrotar al sorpresivo Deportivo Sparta en un segundo partido por 5 a 2, luego de que en el primero quedaran empatados. El partido se llevó a cabo 3 días después del décimo quinto aniversario de los atigrados por lo que el campeonato fue recibido como el regalo más importante para el club.
Tras una buena campaña en 1932 donde llegó a caer en una final de manera sorpresiva ante un ascendente cuadro del Piérola, Aurora reafirmaría su supremacía en el fútbol arequipeño en 1933 al conseguir el título de campeón de Arequipa de manera invicta ganando todos sus partidos y consiguiendo una gran diferencia de goles, de ese campeonato cabe resaltar el abultado 8 a 2 obtenido sobre Melgar y el 5 a 2 sobre el White Star. En el segundo lugar quedó el Piérola, equipo que le fue imposible derrotar a los atigrados sucumbiendo en las tres veces que se enfrentaron ese año, a partir de ese momento se consolidaría una fuerte rivalidad entre estos dos equipos que se vería reflejada en los años venideros.
Un año después y luego de la gira a México y Centroamérica, la hegemonía del Aurora en Arequipa se vería reflejada a través del nuevo título de campeón de la ciudad, otra vez de manera invicta al derrotar abultadamente a la mayoría de sus rivales, solo cediendo puntos ante un Tranelec en buena forma aquellos años.
En 1935 aparecería nuevamente el Piérola para arrebatarle el título de campeón, pero recuperaría la corona de campeón en 1936, a partir de aquel año el Aurora lograría un nuevo hito en su historia al consagrarse campeón cinco veces seguidas debido a que se quedó con el primer puesto en cada uno de los torneos organizados por la Liga hasta 1938 superando de manera holgada a cada uno de sus rivales, destacándose un 8 a 0 sobre el Melgar en 1938.

#### Duelos internacionales
Debido a su condición de campeón arequipeño, el Aurora enfrentaría al club argentino del Atlético Tucumán que había llegado a Arequipa como parte de su gira sudamericana un 16 de febrero de 1930, para aquel partido el conjunto aurinegro se reforzó con elementos de otros clubes arequipeños para dar una buena presentación; sin embargo, el juego practicado por el club argentino fue superior logrando derrotar al Aurora por el marcador de 3 a 2. 
En junio de aquel año, Aurora viajaría a Lima invitado para sostener un partido frente al Olimpia de Paraguay, que por aquel entonces realizaba una gira Sudamericana, el club aurinegro sería el primer equipo de futbol que usaría como medio de transporte un avión que lo trasladaría a la capital para disputar el partido siendo una novedad para aquella época, dado que el viaje de Arequipa a Lima se realizaba por tren y por barco. La invitación se dio debido a la sorpresa que generó en la capital el triunfo del equipo campeón de Arequipa sobre el equipo campeón invicto de Lima, el Alianza Lima, en la gira que hizo este último a tierras mistianas unos meses antes. El partido frente al Olimpia cumplió con la gran expectativa que tenía el público tanto en la capital como en Arequipa, pues el partido acabaría con un reñido 3 a 2 a favor del conjunto paraguayo, para muchos fue el mejor partido de la gira del Olimpia en tierras peruanas.
A finales de 1930 el Bella Vista realizó una gira por Sudamérica y desde Lima se hicieron las gestiones para que el conjunto atigrado también enfrentase en la capital al conjunto uruguayo. El 4 de enero de 1931 ambos clubes se disputaría el partido, el Aurora se presentó con una plantilla reforzada por buenos elementos arequipeños, de los cuales destacó el arquero Jorge Pardón, quien un año antes participó del primer Mundial de Fútbol en Uruguay con la Selección Peruana. El partido culminó con un 2 a 1 a favor del cuadro uruguayo, quedándose con el trofeo donado por don José Luis Bustamante y Rivero para ese partido. Once días después se volverían a enfrentar en un partido de revancha, del cual salió triunfador nuevamente el club uruguayo por la mínima diferencia, el encuentro no estuvo exento de polémicas al no cobrarse penales claros a favor del Aurora que pudieron suponer el triunfo del cuadro aurinegro. 
En 1937, el San Cristóbal de Río de Janeiro comenzó una gira por Sudamérica que incluyó al Perú, su gira inició en Lima donde no obtuvo buenos resultados, para ir a Bolivia hizo un breve paso por Arequipa en donde enfrentó al Aurora. El conjunto atigrado sería el primer club arequipeño no solo en enfrentar a un club de fútbol brasileño, sino también de derrotarlo con un resultado apretado de 3 a 2 en un estadio abarrotado de público, nunca antes visto en la ciudad blanca.

#### La primera gira de un club peruano a Bolivia
En 1931, Aurora realizaría su primera incursión al exterior, aquel año fue invitado a participar en una serie de encuentros internacionales en La Paz y otras ciudades de Bolivia, donde se enfrentaría a los populares equipos bolivianos de Bolívar y The Strongest, a un combinado argentino de la ciudad de Santiago del Estero y a las selecciones de Oruro, Potosí y Llallagua. El primer partido se dio el 7 de agosto, sería la primera vez que un equipo peruano disputase un partido en suelo boliviano, el rival sería el Bolívar con el cual empataría 1 a 1 en los minutos finales. En el segundo encuentro llevado a cabo dos días después caería por 1 a 0 frente al The Strongest. El Aurora obtendría su primer triunfo internacional al derrotar por 2 a 0 al cuadro de la Liga Cultural de Santiago del Estero, fueron partícipes de esta gesta los jugadores Chávez, Alcócer, Gómez, Valderrama, V. Osorio, Cano, Lozada, Salas, Salinas, Bedoya y J. Osorio. Finalmente, los últimos partidos los disputó en otras ciudades del país altiplánico enfrentándose a selecciones locales como la de Oruro con la cual cayó por 3 a 2, la de Potosí, a la cual derrotó  y frente a la de Llallagua con la que perdieron por 3 a 1.

#### La famosa gira a Centroamérica de 1934
En enero de 1934 el club atigrado emprendería una gira internacional a tierras tan lejanas para ese entonces como México y otros países de Centroamérica, hecho que lo convertiría en el primer club de provincias en realizar tamaña excursión. La gira empezó en México, en cuya capital enfrentó a un seleccionado mexicano, y los clubes más pintados de aquella época, el Club España y el Club América, a este último logró derrotar por 2 a 0 en uno de los dos partidos que disputaron; posteriormente en Guadalajara lograría derrotar al Atlas y al CD Guadalajara, los dos clubes más importantes del Estado de Jalisco hasta el día de hoy. La gira prosiguió en Guatemala donde también enfrentó a un seleccionado local, midió fuerzas con el club de la Escuela Politécnica (campeón de Guatemala de 1933), derrotó al CSD Tipografía Nacional y a un combinado de los clubes Hércules/Universidad San Carlos. El Salvador fue el siguiente destino, allí derrotó con facilidad a un seleccionado local y a los clubes CD Maya ( al que venció dos veces) y CD Alacrán. La gira por Centroamérica continuó por Nicaragua donde venció al cuadro campeón Alas y también al Diriangen FC por goleadas contundentes. La gira finalizó luego de casi medio año en Panamá donde sostuvo dos partidos.

### El Ascenso y el Debut en la Primera División
Su primera participación en la máxima división se realizó en el año 1989 durante los años en que el campeonato peruano estaba dividido en zonas, el FBC Aurora participó en la Zona Sur, esta temporada tuvo dos torneos el primero de marzo a junio denominado Torneo Plácido Galindo y el segundo de junio a septiembre. El FBC Aurora fue Campeón en la Zona Sur en ambos torneos, y clasificó a las respectivas liguillas por el título nacional, en la primera liguilla quedó tercero y en la segunda fue sexto, quedando al margen de la Copa Libertadores de América.
En 1990 en el primer torneo quedó tercero y en el segundo torneo ocupó el segundo lugar de la Zona Sur, quedando fuera de las liguillas por el título nacional de ese año.
En 1991 a 4 puntos del Cienciano y con la eliminación de los torneos regionales, quedó tercero de la Zona Sur y debió jugar un Playoff en Lima frente al segundo de la Zona Centro que fue el Unión Minas, partido que perdió por penales y con ello su opción de participar en el Torneo Descentralizado de 1992, perdiendo la categoría.

### Descenso y arañando el retorno Primera
En el acumulado de los regionales de 1991, Aurora quedó tercero de la Zona Sur. Con la reducción de equipos para el Descentralizado 1992, tuvo que disputar una definición en Lima ante el subcampeón de la Zona Centro, que fue el Unión Minas de Cerro de Pasco. Lamentablemente, los aurinegros perdieron por penales aquel partido. Confinado al Torneo Zonal 1992, Aurora quedó tercero, por debajo de Alfonso Ugarte (clasificado al cuadrangular final) y Sportivo Huracán. Así, volvió al año siguiente a la Etapa Regional de la Copa Perú 1993, desde donde logró avanzar a la Finalísima. Al resultar subcampeón de ese certamen, como escolta de Aurich-Cañana, ganó el derecho de disputar una definición ante el antepenúltimo equipo del Descentralizado de 1993,  Defensor Lima. En dicho partido, pese a tener repetidamente la ocasión de asegurar la victoria, terminó empatando 3-3 en el Nacional; como en 1991 ante Unión Minas, la tanda de penales le fue adversa. El año 1994 clasificó a la etapa nacional de la Copa Perú, quedando en segundo lugar.

### Las Campañas en la Copa Perú
A lo largo de su historia, Aurora supo ser siempre protagonista, logrando repetidas veces el título local en la Liga de Fútbol de Arequipa. Sin embargo, nunca pudo ganar la Copa Perú, aunque sí estuvo muy cerca de hacerlo en las Finalísimas de 1993 y 1994, disputadas en los veranos de 1994 y 1995, respectivamente. En la primera, después de un inicio auspicioso, con tres triunfos al hilo sobre Unión Juventud, Colegio Nacional de Iquitos y Deportivo Garcilaso, tropezó frente al Mariano Santos. Ello lo puso en desventaja para el partido final con Aurich-Cañaña, que sí había ganado todos sus encuentros: el empate 2-2 entre ambos permitió que el trofeo se fuera a Chiclayo.
Al año siguiente, también tuvo un buen arranque: luego de la goleada a Deportivo Garcilaso, igualó con el favorito Atlético Torino, junto al Taladro, caminó hasta la tercera fecha como líder. Las cosas se pusieron mejor en la jornada siguiente cuando, aprovechando el empate de los talareños frente a La Loretana, Aurora tomó la punta en solitario tras vencer a Cultural Hidro de La Oroya por 3-1. Parecía que El Tigre se encaminaba a ganar su primera Copa Perú y conseguir el ascenso; sin embargo, en la fecha final, no pudo con los nervios y la presión que metió Atlético Torino al ganar en el preliminar. Aurora cayó 3-0 ante un ya eliminado José Gálvez de Chimbote y la ilusión del retorno se escurrió como agua entre los dedos.

### El camino de regreso
En el 2007 el FBC Aurora obtuvo el campeonato distrital después de 20 años, y luego el provincial y tras sendas goleadas a todos los rivales y ser muy superior incluso a su rival de ese año el Idunsa, con una campaña muy exitosa, ocurrió algo muy extraño, después de golear en Arequipa 5 a 1 al Unión Minas de Orcopampa, y tras haber caído previamente de visita por la mínima diferencia, se jugó un partido extra en Camana, en donde ocurrió lo peor, el equipo cayó derrotado por la mínima diferencia y quedó fuera del torneo, por ahí se comentó de echadas y vendimias, pero todo quedó en nada, ese año se había terminado la ilusión de volver.
En el 2008, se logró el subcampeonato, y tras una campaña un poco menos vistosa que la del año pasado, se llegó a la liguilla final, en donde después de golear al gran favorito Idunsa por 4 a 0, estaba a un partido de la clasificación y de eliminar al equipo Universitario, que ya se había convertido en un clásico rival, pero en la penúltima fecha jugada por el equipo atigrado, teniendo solo que ganar al Ajax, equipo que ya no tenía nada que hacer, el FBC Aurora no pudo lograr el objetivo y solamente consiguió un triste empate que lo llevaría al borde de la eliminación ya que para el partido definitorio con el Idunsa no podría contar con su plantel completo, esa última fecha cayo derrotado y fue eliminado nuevamente del torneo, el sueño de regresar se esfumó nuevamente.
En el 2009 nace una nueva esperanza, con el inicio de la Liga Superior de Arequipa en donde el equipo aurinegro participó terminando en el cuarto lugar detrás de Unión Minas (Orcopampa), Juventus Corazón (El Pedregal) y Social Corire (Aplao).

### Años 2010 y actualidad
En el 2010, con Pedro Requena a la cabeza, fue segundo en la Liga Superior de Arequipa, clasificando para la etapa departamental conjuntamente con Sportivo Huracán, Unión Minas de Orcopampa y el Club Buenos Aires de Camaná. 
En esta etapa enfrentó al Unión Minas con el cual cayó en el partido de ida jugado en Arequipa, sin embargo logró la hazaña en Orcopampa derrotando al cuadro minero, para eliminarlo en un partido neutral jugado en Corire, clasificando a la Etapa regional.
Se coronó campeón departamental de Arequipa venciendo a Sportivo Huracán.
Fue ubicado en el grupo B junto a Atlético Huracán y Unión Alfonso Ugarte, debutó con un triunfo ajustado ante Huracán en Arequipa, visitó Tacna donde ganó a Ugarte, también lo goleó en Arequipa, acabando con un triunfo en Moquegua ante Huracán, clasificando a Semifinales Regionales con puntaje perfecto.
En Semifinales tuvo como rival a Unión Mirave al cual derrotó en Tacna y acabó goleando fácilmente en Arequipa, clasificando con cierta facilidad a la Etapa Nacional.
Después definió al campeón con el Sportivo Huracán con el cual Perdió 1 a 0.
En la Etapa nacional tuvo que enfrentarse al Alianza Unicachi de Yunguyo con el cual cayo 4 a 0 en Arequipa, a pesar de ello se presentó en Juliaca donde goleó al equipo de Yunguyo por 4-1 quedándose a tan solo un gol del pase a la siguiente etapa.
Para el año siguiente Muchos jugadores se marcharon y Aurora a duras penas logró armar un equipo para jugar la Etapa Regional donde volvió a conformar grupo junto a Atlético Huracán, Mariscal Miller y Saetas de Oro.
Arrancó con un empate ante Atlético Huracán en Arequipa, sin embargo más tarde ganaría en Mesa por mala inscripción de jugadores, visitó Tacna donde derrotó a Mariscal Miller, recibió en Arequipa a Saetas de Oro obteniendo un magro empate, después visitó La Joya donde también empató sin goles con Saetas, finalmente derrotó en un partido polémico a Mariscal Miller en Arequipa, clasificando a las Semifinales Regionales por detrás de Saetas de Oro.
Su rival fue el tradicional Sportivo Huracán con el cual fue eliminado en Penales.
En el 2012 inició desde la etapa Departamental con Julio Begazo como DT, en su primer partido el rival fue el Internacional al cual eliminó.
En la siguiente fase derrotó al Defensor El Carmen de Uchumayo al empatar en Congata y ganar en Arequipa, clasificando a la fase de Grupos.
En la fase de grupos estuvo con Sport José Granda, Alianza Metalúrgica y Atlético Mollendo
Inició con buen pie derrotando a Sport José Granda como local, visitó Orcopampa donde goleó a Alianza Metalúrgica, sin embargo sus caídaMollendo ante Atlético lo complicaron, se recuperó ganando en Arequipa a Atlético Mollendo y goleando a Alianza Metalúrgica, definió al Campeón jugando ante Sport José Granda en Camaná donde fue derrotado quedando como Subcampeón.
En la Etapa Regional volvió a conformar grupo con Sport José Granda, Sportivo Huracán y Unión Minas.
De nuevo inició con un triunfo en Arequipa contra Sport José Granda, Sin embargo fue goleado por Sportivo Huracán, también perdió en Orcopampa contra Unión Minas, se recuperó derrotando al cuadro Minero ajustadamente en Arequipa, pero su derrota ante Huracán y el empate en Camaná ante Sport José Granda lo dejaron fuera.
En 2013 participó en La Liga Distrital de Arequipa, sin embargo quedó Tercero detrás de Internacional y White Star, lo cual significó la eliminación.
En la Liga Distrital 2014 se ubicó tercero en la Liga Distrital pese a contar con una gran inversión, quedando eliminado en las últimas fechas.
En 2015 logró superar la Liga Distrital como subcampeón detrás de Sportivo Huracán, ya en la etapa provincial fue emparejado en el grupo A, iniciando con una goleada ante Wanders de Sachaca, derrotando ajustadamente a Deportivo Municipalidad de Yanahuara y sellando la clasificación en Polobaya al ganarle al Juventud Polobaya. Tras ello fue emparejado con Unión Salaverry en octavos de final, derrotándolo en condición de local por cuatro goles a tres, sin embargo en el partido de vuelta en Uchumayo perdió por dos goles a uno siendo eliminados.
En 2016 El FBC Aurora demostrando una vez más su linaje, derrotó en la última fecha por 6-0 al Max Uhle y logró campeonar en la liga Distrital de Arequipa. En la etapa provincial quedó segundo del grupo "J", por detrás de Deportivo Los Ángeles de Cayma, clasificando a la siguiente fase como uno de los mejores segundos. En la fase eliminatoria sacó un empate a 2 goles contra el A.C.D.C. Juventus Melgar, y en el partido de vuelta, en el estadio de la UNSA, salió airoso en la llave IV, derrotando al mismo equipo por 2 a 0.
El Deportivo Sutega de la Joya hizo que las aspiraciones del Aurora se postergaran por un año más, al caer 3 a 1.

## Uniforme
- Uniforme titular: Camiseta a rayas amarillas y negras, short negro, medias negras.
- Uniforme alternativo:  No está aún definido.

### Evolución del uniforme
| 1916 | 1917 - 1990 | 1990 - 1992 | 1992 - 2007 | 2007 - 2011 | 2012 - Actualidad |

### Indumentaria y patrocinador
| Período       | Proveedor | Logotipo |
| ------------- | --------- | -------- |
| 2011          | Puma      |          |
| 2012-presente | Yomax     |          |
| 2022          | Shumawa   |          |

| Periodo       | Patrocinador    |
| ------------- | --------------- |
| 2009-2010     | DirecTV         |
| 2010-2012     | Grupo Marquina  |
| 2013          | UNITEK          |
| 2016-presente | Marquisa S.A.C. |
| 2022          | PECHE'S         |

## Presidentes

### Junta Directiva 2016 - 2017
- Presidente:
  -  Mauricio Marquina.
- Vicepresidente:
  -  Jorge Chávez.

## El Club

### Sede
El FBC Aurora tiene su sede social en el barrio de Antiquilla, distrito de Yanahuara, también da origen al apodo de los hinchas aurinegros en Arequipa "Los Tigres de Antiquilla". Se ubica en la calle Beaterio 116-Yanahuara.  

### Escudo
El escudo oficial del Foot Ball Club Aurora consiste en un sol naciente con luces amarillas y negras, y el la parte inferior 10 líneas alternando entre los colores amarillo y negro, en el medio con letras negras FBC AURORA en medio de un fondo amarillo.

### Frase
La frase más representativa del Foot Ball Club Aurora proviene de su himno oficial, en el cual hay un estribillo que dice "...Aurora es Arequipa, Aurora es corazón, Aurora es del pueblo, Aurora es campeón...".

### Bandera
El Foot Ball Club Aurora cuenta con una Bandera de 5 Franjas Verticales de las cuales los 2 Franjas Extremas y la Franja del medio son de Color Negro, mientras que las Franjas Interverticales son de Color Amarillo.

Bandera de FBC Aurora

### Himno
El Foot Ball Club Aurora cuenta con un himno interpretado como polka que fue compuesto para el club por sus 70 años de fundación, este himno fue actualizado a una versión más moderna por su centenario de fundación:

Aurora es Arequipa, Aurora es Corazón... ♪♫
Himno de FBC Aurora

(1)

Amarillo y Negro son tus Colores

Amarillo y Negro Coraje y Pundonor.

Por algo tienes muchos años de Gloria

Aurora es Arequipa, Aurora es Corazón.

Por algo tienes muchos años de Gloria

Aurora es Arequipa, Aurora es Corazón.

(2)

Arequipa toda tiene su Orgullo

Y en sus corazones van los Atigrados.

Por eso el Misti siempre sonríe

Cuando el Aurora va ganando a su rival.

Por eso el Misti siempre sonríe

Cuando el Aurora va ganando a su rival.

(3)

Aurora es Arequipa, Aurora es Corazón

Aurora es del Pueblo, Aurora es Tradición.

Aurora es Arequipa, Aurora es Corazón

Aurora es del Pueblo, Aurora es Campeón

REPETIR TODO

REPETIR (3), (3).

## Estadio
El Estadio Mariano Melgar es un estadio de fútbol ubicado en la ciudad de Arequipa, a 2.335 m.s.n.m, en el Departamento de Arequipa es uno de los primeros escenarios deportivos construidos en el sur del Perú. 
Lleva su nombre en homenaje a Mariano Melgar quien fuera Poeta y Revolucionario independentista arequipeño.
Este escenario ha albergado los partidos del FBC Melgar en el Descentralizado y desde 1996 ha sido asignado como escenario alterno del club dominó. En este estadio también se juegan diferentes encuentros de la Copa Perú, en donde participan el FBC Piérola, Sportivo Huracán, y FBC Aurora.
Además este estadio ha sido escenario de diversos torneos internacionales como la Copa Libertadores de América 1982 y 1984; Los Juegos Bolivarianos de 1997 y el Campeonato Sudamericano Sub-17 que se realizó en el año 2001 en Perú.

## Mascota
Tradicionalmente el FBC Aurora ha sido conocido como "Los Tigres de Antiquilla”, debido a que su indumentaria posee los colores amarillo y negro, es por ello que la mascota del club es un Tigre.

## Rivalidades

### Superclásico Arequipeño
El club tiene como eterno rival al FBC Melgar, con quien disputa  Superclásico Mistiano. A finales de la década de los ochenta y principios de la de los noventa, se vivió todo un ambiente de clásico cuando Aurora y Melgar jugaron los torneos regionales de esa época. De allí podría nacer esa corriente de que el clásico arequipeño actual sería precisamente entre atigrados y rojinegros, un encuentro que muchos esperan se vuelva a concretar en Primera.

### Otros Clásicos
Son considerados clásicos del FBC Aurora aquellos partidos en los cuales se enfrenta con los otros tres clubes grandes de la ciudad de Arequipa y con los cuales compite en la Copa Perú, estos son los equipos del Sportivo Huracán, FBC Piérola y White Star..
Con el FBC Piérola, su segundo máximo rival, disputa el "Clásico de Antaño", con el White Star disputa el "Clásico del Río", haciendo referencia al Río Chili que queda en medio de los barrios de Antiquilla y Ferroviarios, de donde provienen el Aurora y el White Star respectivamente; finalmente, el duelo con el Sportivo Huracán  es denominado "Clásico Moderno", siendo éste en la actualidad el que genera mucho interés mediático debido a que ambos equipos se disputan siempre el título de su Liga y son los habituales representantes arequipeños en fases superiores de la Copa Perú.

## Datos del club
- Temporadas en Primera División (Regionales): 3 (1989-1991).[7]
- Temporadas en Segunda División: Ninguna
- Mayor goleada conseguida:
  - En campeonatos nacionales de local: Aurora 8:0 Alianza Metalúrgica (8 de septiembre de 2012).
  - En campeonatos nacionales de visita: Diablos Rojos 0:7 Aurora (1989)[8]
- Mayor goleada recibida:
  - En campeonatos nacionales de local: Aurora 0:4 Alianza Unicachi (6 de noviembre del 2010)[9]
  - En campeonatos nacionales de visita: Universitario 7:2 Aurora (1989)
- Mejor puesto en la liga: 3.º
- Peor puesto en la liga: 8.º

## Jugadores

### Plantilla 2023
- Actualizado el 3 de marzo de 2017.

### Jugadores Históricos
Santiago Palma,José Bedoya, Wilfredo Begazo, Freddy "El gato" Navarro.

## Entrenadores

### Comando técnico 2023
| - Director técnico: - Edú Ramírez - Asistente técnico: |  | - Preparador físico: |  |  |

| Entrenadores por años   |             |
| Nombre                  | Año         |
| Julio Borelli Viteritto | 1934-1937   |
| Pedro Barra Rodríguez   | 1987        |
| Máximo Carrasco         | 1989        |
| Juan Chumpitaz Rivera   | 1993        |
| Marco Herrera           | 1993        |
| Marco Herrera           | 1994        |
| Óscar Chávez            | 2009        |
| Pedro Requena           | 2010        |
| Juvenal Briceño         | 2011        |
| Marco Sánchez           | 2011        |
| Julio Begazo            | 2012 - 2013 |
| Freddy Suárez           | 2014        |
| Percy Olivares          | 2014        |
| Hélard Delgado          | 2015        |
| Walther Olivera         | 2015        |
| Nikol Prado             | 2016        |
| Edú Ramírez             | 2017        |
| Raúl Obando             | 2018        |
| Julio Begazo            | 2019 - 2021 |
| Nicol Prado             | 2022        |
| Raúl Obando             | 2023        |
| Edú Ramírez             | 2023        |
| Jean Paul Rioja         | 2024        |
| Julio Begazo            | 2024        |
| Edmar Chávez            | 2025        |

## Palmarés

### Torneos nacionales
| Competición nacional | Títulos | Subcampeonatos |
| -------------------- | ------- | -------------- |
| Copa Perú (0/2)      |         | 1993, 1994.    |

### Torneos regionales
| Competición regional                 | Títulos | Subcampeonatos                      |
| ------------------------------------ | --- | ----------------------------------- |
| Campeonato Regional - Zona Sur (2/0) | 1989-I, 1989-II. |                                     |
| Liga Departamental de Arequipa (2/2) | 1987, 2010. | 2012, 2023.                         |
| Liga Provincial de Arequipa (17/1)   | 1919-I, 1921-I, 1925-III, 1929-III, 1930, 1931-I,1931-II, 1933, 1934-II,1936, 1937-I, 1937-II, 1938-I, 1938-II 1987, 2007, 2024. | 2023.                               |
| Liga Distrital de Arequipa (17/6)    | 1919-I, 1921-I, 1925-III, 1929-III, 1930, 1931-I,1931-II, 1933, 1934-II, 1936, 1937, 1945, 1951, 1987, 2007, 2016, 2022, 2023.   | 1945, 1964, 1986, 2008, 2015, 2017. |

### Torneos amistosos
| Amistosos             | Títulos | Subcampeonatos |
| --------------------- | ------- | -------------- |
| Cuadrangular Amistoso | 1989    |                |